# Horst Blankenburg
Horst Blankenburg (ur. 10 lipca 1947) – niemiecki piłkarz występujący na pozycji obrońcy.

## Kariera
Blankeburg karierę rozpoczynał w klubie VfL Heidenheim. W 1967 roku został zawodnikiem drużyny 1. FC Nürnberg, występującej w Bundeslidze. Spędził tam rok, jednak przez ten czas nie rozegrał żadnego spotkania w Bundeslidze. W 1968 roku odszedł do austriackiego zespołu Wiener SC, z którym w 1969 roku wywalczył wicemistrzostwo Austrii.
W tym samym roku Blankenburg wrócił do Niemiec, gdzie podpisał kontrakt z TSV 1860 Monachium (Bundesliga). W Bundeslidze zadebiutował 16 sierpnia 1969 w zremisowanym 0:0 meczu z Alemannią Akwizgran, a 23 sierpnia 1969 w wygranym 2:0 pojedynku z Herthą BSC strzelił swojego pierwszego gola w Bundeslidze. W TSV grał przez rok.
W 1970 roku Blankenburg przeszedł do holenderskiego Ajaksu. W 1971 roku wygrał z klubem rozgrywki Pucharu Mistrzów. W 1972 roku zdobył z nim mistrzostwo Holandii, Puchar Holandii, Puchar Mistrzów oraz Puchar Interkontynentalny. Z kolei w 1973 roku zdobył z Ajaksem mistrzostwo Holandii, Superpuchar Europy, a także Puchar Mistrzów. W Ajaksie Blankenburg spędził w sumie 5 lat. W tym czasie rozegrał tam 188 spotkań i strzelił 5 goli.
W 1975 roku został zawodnikiem niemieckiego Hamburgera SV, grającego w Bundeslidze. Zadebiutował tam 9 sierpnia 1975 roku w wygranym 4:1 ligowym meczu z FC Schalke 04. W 1976 roku zdobył z klubem Puchar RFN. Rok później sięgnął z nim po Superpuchar Europy, Puchar Zdobywców Pucharów oraz Superpuchar RFN. W HSV występował przez 2 lata.
W 1977 roku Blankeburg przeniósł się do szwajcarskiego Neuchâtel Xamax. Później był jeszcze zawodnikiem amerykańskiego Chicago Sting, a także belgijskiego KSC Hasselt i niemieckich drużyn Preußen Münster oraz Hummelsbütteler SV, gdzie w 1982 roku zakończył karierę.